# José María Barreda
José María Barreda Fontes, né le 4 février 1953 à Ciudad Real, est un homme politique espagnol, membre du Parti socialiste ouvrier espagnol (PSOE) et président de la Junte des communautés de Castille-La Manche entre 2004 et 2011.

## Biographie

### Formation et vie professionnelle
Il est titulaire d'un doctorat d'histoire-géographie et d'une licence de philosophie et de lettres, qu'il a obtenus à l'université complutense de Madrid. Ancien boursier du centre supérieur de recherche scientifique (CSIC), il est professeur d'histoire contemporaine à l'université de Castille-La Manche.

### Débuts en politique
Il est élu au conseil municipal de Ciudad Real en 1983, et devient dans le même temps conseiller à l'Éducation et à la Culture du gouvernement régional de Castille-La Manche, dirigé par José Bono. Il supervise alors la création de l'université de Castille-La Manche, crée le réseau des bibliothèques, maisons de la culture, théâtres et auditoriums de la communauté autonome, et transforme l'Alcázar de Tolède en bibliothèque régionale.
En 1987, il est élu député de la province de Ciudad Real aux Cortes de Castille-La Manche. Il est nommé conseiller aux Relations institutionnelles en juillet 1987. Il est promu vice-président du conseil de gouvernement au mois de mai 1988. Il est élu au Sénat par les députés régionaux lors de la séance des Cortes du 16 novembre 1989 mais demeure vice-président du conseil de gouvernement.
Il est relevé de ses responsabilités gouvernementales le 18 juin 1991 et reste sénateur jusqu'au 16 octobre 1991.

### Président du Parlement régional
Réélu député régional aux élections de 1991, il prend la présidence des Cortes de Castille-La Manche, et l'occupe jusqu'en 1997, lorsqu'il est élu secrétaire général de la Parti socialiste de Castille-La Manche-PSOE (PSCM-PSOE). 
Au cours de ses six ans de mandat, il a impulsé la réforme du statut d'autonomie de la région et du règlement du Parlement régional, pour supprimer les dispositions limitant son bon développement et la consécration d'une pleine autonomie.

### Vice-président de Castille-La Manche
À la suite de l'élection de 1999, José Bono décide de le rappeler au gouvernement en tant que vice-président, un poste qu'il conserve après le scrutin de 2003.

### Président de Castille-La Manche
À la suite de la nomination de Bono comme ministre espagnol de la Défense le 18 avril 2004, les députés régionaux investissent José María Barreda président de la Junte des communautés de Castille-La Manche pour lui succéder, onze jours plus tard. 
Connu pour son refuse du transfert d'eau entre les fleuves Tage et Segura, car sa région est touchée par la sécheresse, il est partisan d'une solidarité entre les régions espagnoles au niveau de la politique de l'eau et des conditions d'autofinancement et un adversaire déclaré des nouveaux statuts d'autonomie de la Catalogne et de la Communauté valencienne. Il a ainsi présenté un recours devant le Tribunal constitutionnel contre le statut d'autonomie valencien. Il a en outre impulsé la célébration du quatrième centenaire de la parution de Don Quichotte, celui-ci étant un élément dynamisant pour le tourisme en Castille-La Manche. Ainsi, la Route de Don Quichotte, un des itinéraires éco-touristiques les plus importants d'Espagne, a été créé dans la région.

### Défaite de 2011
Après avoir remporté un second mandat lors de l'élection régionale du 27 mai 2007, avec 26 députés sur 47 et 52,6 % des voix, il perd le scrutin de 2011, obtenant 44,1 % des voix et 24 députés sur 49, un de moins que le Parti populaire (PP), emmené par sa secrétaire générale nationale, María Dolores de Cospedal, qui lui succède un mois plus tard à la présidence de la Junte des communautés de Castille-La Manche. Il est investi, quelques semaines plus tard, comme tête de liste socialiste dans la province de Ciudad Real pour les élections générales anticipées du 20 novembre 2011, en remplacement de son épouse, Clementina Díez de Baldeón, quittant de fait la vie politique régionale.

### Vie privée
Père de deux enfants, il est marié à Clementina Díez de Baldeón, députée socialiste de Ciudad Real.